# Эйсенхоффер, Йожеф
Йо́жеф Э́йсенхоффер (венг. Eisenhoffer József; 8 ноября, 1900, Будапешт — 13 ноября 1945, Будапешт), настоящее имя Йо́жеф А́цель (венг. Aczél József) — венгерский футболист, играл на позиции левого крайнего нападающего, и тренер.

## Карьера

Венгрия на ОИ-1924. Эйсенхоффер пятый слева

Йожеф Эйсенхоффер родился в Будапеште, там же он начинал играть за клуб «Будапешти ТС», в 1917 году он перешёл в команду «Кишпешт», затем выступал за «Ференцварош» и чехословацкий клуб «Маккаби» из Брно. В это же время он выступал за сборную Венгрии, участвовал с национальной командой на Олимпийских играх 1924, за Венгрию Эйсенхоффер провёл 8 матчей и забил 7 мячей (один из них на Олимпиаде в ворота сборной Польши).
Летом 1924 года Эйсенхоффер перешёл в австрийский клуб «Хакоах» из Вены. Сразу после перехода игрока, в венских газетах стали появляться заметки, что Эйсенхоффер, который не был евреем, принял иудаизм, так как было общеизвестно, что за «Хакоах» могли играть лишь люди этого вероисповедания. Любопытно, что через некоторое время слух подтвердился: Эйсенхоффер женился на девушке из ортодоксальной еврейской семьи, с которой встречался ещё живя в Венгрии. Именно эта девушка способствовала тому, чтобы Эйсенхоффер перешёл в «Хакоах»: у Йожефа уже был готовый контракт с немецким клубом «Гамбург», но будущая супруга уговорила Эйсенхоффера сойти с поезда на станции в Вене, на котором он отправился из Будапешта в Гамбург, уверяя, что в «Хакоах» Эйсенхофферу будет лучше, к тому же Вена ближе к Будапешту, чем Гамбург.
С «Хакоах» Эйсенхоффер в первый же сезон стал чемпионом Австрии, но уже на второй год команда заняла лишь 7-е место. За 2 года в «Хакоах» Эйсенхоффер также стал игроком сборной Вены, в составе которой провёл две игры и даже забил гол в ворота сборной Братиславы. Весной 1926 года «Хакоах» уехала в тур по США, которое было чрезвычайно успешным и привело к тому, что части игроков австрийской команды было предложено играть за американские клубы, среди этих игроков был и Эйсенхоффер. Вернувшись из тура в Австрию, Эйсенхоффер доиграл сезон до конца, а затем уехал в США. В Соединённых штатах Эйсенхоффер подписал контракт с клубом «Бруклин Уондерерс», клуба Американской лиги Футбола (англ. American Soccer League). Отыграв в «Бруклине» 2 сезона, Эйсенхоффер перешёл в клуб «Нью-Йорк Хакоах», который был только что образован еврейской общиной Нью-Йорка и выступал в конкурирующей лиге Федерация Футбола Соединенных Штатов (англ. United States Soccer Federation), тот период двоевластия в футболе США получил название в прессе «Война Футбола». В «Нью-Йорк Хакоах» Эйсенхоффер провёл лишь один год, но сумел выиграл с клубом престижный трофей — Открытый кубок Ламара Ханта, в первом матче финала которого даже сумел забить второй гол своей команды. В 1929 году Эйсенхоффер перешёл в клуб «Бруклин Хакоах», который представлял ASL, но из-зат ого, что у венгра был ещё действующий контракт с клубом «Бруклин Уондерерс» из которого тот сбежал в другую лигу, бывший клуб Йожефа подал в суд на игрока и вынудил того вернуться в команду, уплатив штраф 500$. За «Уондерерс» Эйсенхоффер провёл ещё 2 сезона.
В 1931 году Эйсенхоффер возвращается в венскую «Хакоах» и выступает за клуб полтора года, проведя 67 матчей и забив в них 29 мячей. После Австрии, Эйсенхоффер в декабре 1932 года перебирается во Францию, чтобы выступать за «Олимпик Марсель» в профессиональной французской лиге. За 3 с половиной сезона в «Олимпике», Эйсенхоффер проводит за клуб 58 матчей, в которых отличается 19 раз, а в 1935 году выигрывает кубок Франции, в финале которого «Олимпик» уверенно побеждает «Ренн» со счётом 3:0, спустя год после того, как сам марсельский клуб был бит «Сетом» в финале кубка-1934 со счётом 1:2. После победы в кубке, Эйсенхоффер был назначен главным тренером «Олимпика», с которым победил в 1937 году в первенстве Франции, а в 1938 в кубке страны. В ноябре 1938 года Эйсенхоффер недолго проработал с «Лансом», а затем вернулся в Марсель, чтобы вновь возглавлять «Олимпик», и чтобы помочь команде, Йожеф вновь вернулся на поле, проведя 8 матчей в чемпионате и 7 в кубке, и забив в чемпионате 2 мяча и 5 раз отличившись в кубковых встречах, и даже в возрасте 40 лет играл в финале кубка Франции 1940, в котором, правда, победил парижский «Расинг». В 1941 году Эйсенхоффер привёл «Олимпик» к чемпионскому званию в южной группе Лиги 1.
Умер Йожеф Эйсенхоффер 14 ноября 1945 года вследствие заражения крови, полученной от осколка бомбы, сброшенной на Будапешт в конце 1944 года и ранившей Йожефа.

## Достижения

### Как игрок
- Чемпион Австрии: 1925
- Обладатель Открытого кубка Ламара Ханта: 1929
- Обладатель Кубка Франции: 1935

### Как тренер
- Чемпион Франции: 1937
- Обладатель Кубка Франции: 1938